# 格锐华蜗牛
格锐华蜗牛（学名：Cathaica giraudeliana）为巴蜗牛科华蜗牛属的动物，是中国的特有物种。分布于西藏、四川、泯江流域一带等地，生活环境为陆地，一般栖息于山区潮湿的灌木草丛中、乱石堆里、石块落叶下以及农田附近的草丛。